# Asesinato de Miguel Uribe Turbay
El asesinato de Miguel Uribe Turbay fue un atentado con arma de fuego ocurrido el 7 de junio de 2025 en la ciudad de Bogotá, Colombia, durante una actividad preelectoral en la que participaba el senador. Aunque el ataque no le causó la muerte de manera inmediata, Uribe Turbay fallecería dos meses después, el 11 de agosto de 2025, durante su hospitalización, debido a complicaciones derivadas de las heridas recibidas.

## Contexto
Miguel Uribe Turbay era senador de la República y precandidato presidencial por el partido Centro Democrático para las elecciones de 2026. El 7 de junio de 2025 realizaba una actividad proselitista en el barrio Modelia, localidad de Fontibón, acompañado por integrantes de su equipo político, escoltas y miembros de la Policía Nacional.
Había sido invitado por el Edil de la localidad de Fontibón, Víctor Mosquera, perteneciente a su partido y quien había organizado el recorrido; también era acompañado por el concejal Andrés Barrios. El grupo había recorrido varios locales comerciales en la zona donde habían repartido panfletos y conversado con los comerciantes. Se detuvieron en el parque El Golfito donde instalaron una tarima improvisada con cajas plásticas para dirigirse a la audiencia.
Minutos antes del atentado, Uribe Turbay expresó las razones de su respaldo a la flexibilización del porte de armas:

Me preguntan por el porte de armas. Yo siempre, cuando fui secretario de Gobierno, fui defensor de que... La tenencia de armas no está prohibida en Colombia. Usted puede tener una arma en su casa y yo en Bogotá pensaba hace unos años, cuando era secretario de Gobierno, que prohibir el porte de armas ayudaba en una situación muy diferente... ¿Pero ahora quiénes son los que tienen las armas? Los bandidos, esos no tienen permiso. Conclusión. Lo que vamos a ser es muy estrictos en el otorgamiento de salvoconductos, pero yo sí creo que el colombiano de bien que considere la necesidad de tener su arma lo puede hacer, es decir el porte de armas tiene que volver.

Luego pasó a sus propuestas sobre la política pública de discapacidad, salud mental y salud en general, destacando un reconocimiento para «los jóvenes que cuidan a sus mamás, papás, hermanos, sus tíos y sus hijos».

## Atentado
El atentado se produjo en el parque El Golfito, en Modelia. Según la Fiscalía General de la Nación, un adolescente de 14 años se aproximó como pasajero de una motocicleta, descendió, anduvo por la zona varias horas, se dirigió al parque, se acercó a su objetivo pretendiendo ser parte de la audiencia, y disparó repetidamente contra Uribe, causándole heridas en la cabeza, el cuello y la pierna. Las autoridades indicaron que en el hecho participaron otras personas que se desplazaban en motocicletas y un vehículo particular. 
Las investigaciones señalan que el atacante estuvo en el parque aproximadamente cuatro horas antes del ataque. En ese tiempo, llegó como pasajero de una motocicleta, vestía un saco gris y una gorra roja, y utilizó un teléfono móvil para solicitar una transferencia por el sistema Nequi. Posteriormente conversó con el conductor de la motocicleta sin portar casco, se retiró hacia el interior del barrio Modelia y más tarde regresó al lugar con la vestimenta que portaba al momento de su captura. Otras dos personas descendieron de un vehículo y permanecieron en la zona durante el momento de los disparos. 
El agresor fue capturado en el lugar tras un intercambio de disparos con el equipo de seguridad de Uribe Turbay y agentes de la Policía Nacional. Resultó herido en un pie y fue trasladado bajo custodia policial a un centro asistencial. Según el reporte oficial, el menor residía con sus tíos en la localidad de Engativá, Bogotá; es huérfano de madre y su padre vive en Polonia. 

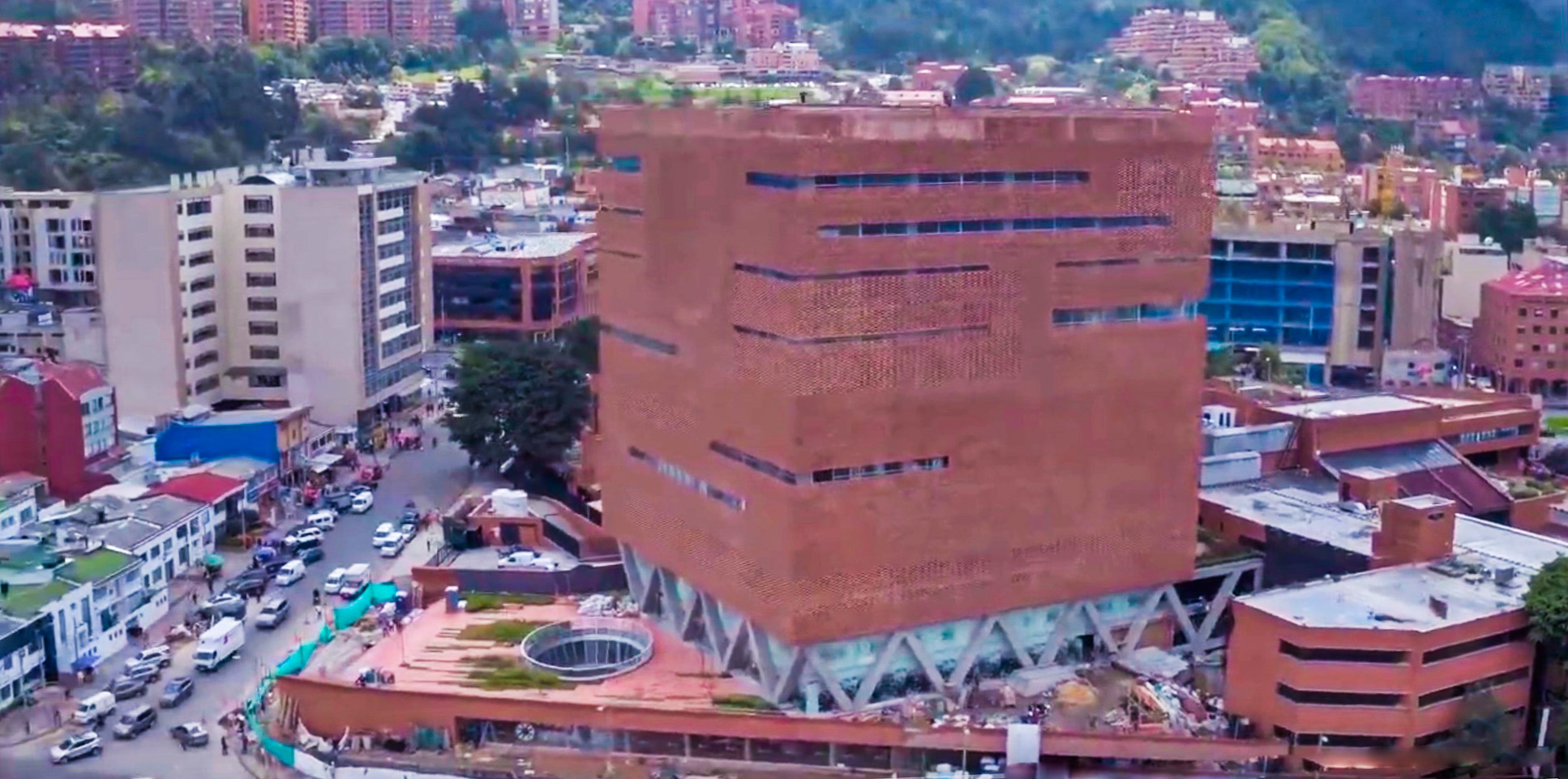
Hospital Universitario de la Fundación Santa Fe de Bogotá, donde fue trasladado Uribe Turbay.

Uribe fue trasladado inicialmente a la Clínica Medicentro Familiar de Fontibón y luego remitido a la Fundación Santa Fe de Bogotá, donde fue sometido a cirugía neuroquirúrgica y vascular. El 8 de junio el centro médico informó que había salido del procedimiento, pero su estado seguía siendo reservado.
El 16 de junio Uribe Turbay fue sometido a otra cirugía de urgencia por un sangrado intracerebral agudo.

## Investigación
La Fiscalía General de la Nación y la Policía Nacional de Colombia iniciaron una investigación sobre el caso. La autoría intelectual apunta a una red de sicarios. En un video difundido en redes sobre la detención del menor, se observa que, estando ya reducido por el equipo de Uribe y la Policía, gritó: «fue el man de la olla, yo digo quién fue, déjenme darle los números». En Colombia, una «olla» es un punto ilegal de venta de droga, por lo que se infiere que una persona cercana al barrio donde residía podría ser el punto de contacto en una de las dos «ollas» que hay en esa zona.
En conferencia de prensa el 8 de junio, la fiscal Luz Adriana Camargo confirmó la incautación de un arma y 12 vainillas en la escena, precisando que se trataba de una pistola Glock 9 milímetros adquirida el 6 de agosto de 2020 en Arizona, Estados Unidos. Las autoridades investigan cómo ingresó al país y si está vinculada con otros delitos. La Policía revisó más de 1.000 videos para reconstruir los movimientos del menor desde su residencia hasta el momento posterior al ataque, así como posibles seguimientos a Uribe.
La investigación ha incluido entrevistas a 23 personas, entre ellas una mujer que aparece dialogando con el atacante previo a los disparos, quien se presentó voluntariamente ante la Policía y no estaría relacionada con los hechos. El celular del atacante fue recuperado días después; de él, la Fiscalía extrajo chats, fotografías y contactos relacionados con el caso. La residencia del menor fue allanada, y se recuperaron cuadernos y otras pruebas. Adicionalmente, la defensa de Uribe Turbay entregó materiales con valor probatorio a las autoridades.
La motivación de la autoría material habría sido un pago monetario, según declaraciones del atacante y de su tío. El monto pactado fue de 20 millones de pesos colombianos (aproximadamente 4.800 dólares estadounidenses), que se pagaría por transferencia una vez cometido el ataque.
En total, seis personas han sido detenidas por el caso: el menor de edad, imputado por tentativa de homicidio y porte ilegal de armas; Carlos Eduardo Mora González, presunto coautor logístico; Katerine Andrea Martínez Martínez, señalada de participar en la planeación; William Fernando González Cruz, presunto encargado de recoger a implicados; Elder José Arteaga Hernández, alias el Costeño, vinculado como presunto responsable; y una sexta persona, detenida el 18 de julio, presuntamente designada para trasladar al menor tras el atentado. Todos se han declarado inocentes.
La Fiscalía General de Colombia catalogó el hecho como un atentado político por la condición del parlamentario como senador en ejercicio, conocido miembro de la oposición y precandidato a la presidencia de Colombia.

## Reacciones

### En Colombia
El presidente Gustavo Petro expresó su solidaridad con la familia Uribe Turbay a través de un mensaje en la red social X, calificando el asesinato como «una derrota para la democracia» y llamando a la unidad nacional. La vicepresidenta Francia Márquez y el ministro de Defensa también manifestaron su pesar y ratificaron el compromiso con la paz y la justicia. 
La Alcaldía de Bogotá decretó tres días de duelo oficial. Durante este período, las banderas fueron izadas a media asta, se suspendieron actos culturales y se realizaron homenajes conmemorativos.  
El 15 de junio de 2025 se llevó a cabo en Bogotá y varias ciudades la «Marcha del silencio», una manifestación en la que miles de ciudadanos protestaron pacíficamente contra la violencia política.  

### En el plano internacional
El secretario de Estado de EE.UU., Marco Rubio, expresó su solidaridad y exigió justicia para los responsables. Congresistas estadounidenses como María Elvira Salazar y Mario Díaz-Balart, y el político venezolano Carlos Giménez también transmitieron su pesar y respaldo a las investigaciones. El embajador británico George Hodgson señaló que «nos sumamos a los mensajes de pésame de toda Colombia y de diferentes partes del mundo, y reiteramos que la violencia no tiene ningún lugar en la política democrática».
Así mismo, líderes y autoridades de otros países, como los presidentes de Chile, Gabriel Boric, y de Ecuador, Daniel Noboa; y la dirigente venezolana María Corina Machado. El presidente de Paraguay, Santiago Peña, expresó que este crimen «convoca a unirnos con más fuerza en todo el continente para combatir el crimen». La Cancillería de Perú lamentó «todo acto de violencia o intimidación política» que atente contra la democracia.
Desde España, Alberto Núñez Feijóo (Partido Popular) dijo que Uribe era un político «valiente y defensor de la libertad»; Santiago Abascal (Vox) lo consideró un mártir que murió «por defender a Colombia y su libertad y plantar cara al terrorista y lacayo de Maduro que hoy la preside».
Diversos organismos y figuras globales, como Naciones Unidas, la OEA y Human Rights Watch, condenaron el asesinato y enfatizaron la necesidad de garantizar procesos electorales pacíficos y protección a la vida política.